# Estación de Azuer
Azuer es una estación ferroviaria situada en el municipio español de Daimiel, en la provincia de Ciudad Real, comunidad autónoma de Castilla-La Mancha. Las instalaciones cumplen la función de apartadero ferroviario para permitir el cruce de los trenes y carecen de servicio de pasajeros.

## Situación ferroviaria
Las instalaciones se encuentran situadas en el punto kilométrico 208,6 de la línea férrea de ancho ibérico Manzanares-Ciudad Real, a 647 metros de altitud sobre el nivel del mar, entre las estaciones de Manzanares y de Daimiel. El tramo es de vía única y está electrificado. 

## Historia
El ferrocarril llegó a Daimiel el 1 de octubre de 1860 cuando la compañía MZA puso en funcionamiento el tramo Manzanares-Daimiel de la línea que buscaba unir Alcázar de San Juan con Ciudad Real. En la zona de Azuer se levantó en 1918 un apartadero con el fin de regular el tráfico ferroviario. En 1941 la nacionalización de la red de ancho ibérico supuso que las instalaciones pasaran a depender de la recién creada RENFE. Durante la década de 1970 se procedió a electrificar el trazado, que entraría en servicio el 28 de noviembre de 1975. El edificio original de la estación fue derribado y sustituido por uno de carácter técnico. Desde enero de 2005, tras la extinción de la antigua RENFE, el ente Adif pasó a ser el titular de las instalaciones ferroviarias.